# Theodore Judah
Theodore Dehone Judah, född 4 mars 1826 (kanske 1825) i Bridgeport, Connecticut, USA död 2 november 1863 i New York, var en amerikansk järnvägsingenjör och grundare av företaget Central Pacific Railroad. Som chefstekniker utförde han mycket av prospekteringsarbetet för att bestämma den bästa rutten för järnvägen över Sierra Nevada-bergen, som slutfördes sex år efter hans död.

## Biografi
Theodore Judah var son till Mary (Reece) och pastorn Henry Raymond Judah, en episkopalpräst. Efter att hans familj flyttat till Troy, New York, började Judah studera vid Rensselaer Institute under en period och utvecklade vid tidig ålder ett stort intresse för teknik och järnvägar. Vid 21 års ålder gifte han sig med Anne Pierce den 10 maj 1849. Deras bröllop var det första i den då nyuppförda St James Episcopal Church i Greenfield, Massachusetts.

### Karriär
Efter att ha avlsutat studierna på Rensselaer, åkte Judah för att arbeta på ett antal järnvägar i nordöstra USA, bland annat med projektering och byggande av Niagara River Gorge Railroad. Han blev medlem i American Society of Civil Engineers i maj 1853 vid en tid då det fanns mindre än 800 civilingenjörer i USA. Judah anställdes 1854 som chefstekniker för Sacramento Valley Railroad i Kalifornien. Under hans ledning blev det den första järnvägen som byggdes väster om Mississippifloden.
Under mitten och slutet av 1850-talet var Judah känd som "Crazy Judah" för sin idé att bygga en järnväg genom och över Sierra Nevada och koppla samman Stilla havet med Atlanten, ett projekt som många vid den tiden ansåg omöjligt. I januari 1857 i Washington DC publicerade Judah "A practical plan for building The Pacific Railroad", där han beskrev den allmänna planen och argumenterade för behovet av att göra en detaljerad undersökning av en specifikt vald sträckning för järnvägen, inte en allmän rekognosering av flera möjliga rutter som hade gjorts tidigare.
Nominerad vid California Pacific Railroad Convention 1859 i San Francisco skickades Judah till Washington DC för att allmänt argumentera för Pacific Railroad. Kongressen var upptagen av kvarvarande krångel från det USA som var före inbördeskriget och visade lågt intresse. Han återvände och noterade att han var tvungen att hitta en specifik praktisk väg och privatekonomiskt stöd för att göra en detaljerad teknisk undersökning.

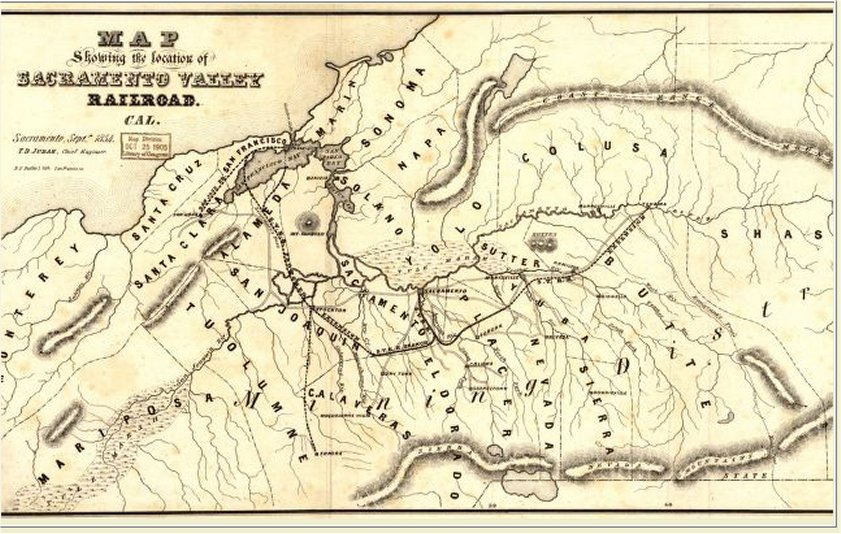
Skiss av Sacramento Valley RR utförd av dess ingenjör, Theodore Judah.

År 1860 satte Judah igång med en allmän rekognosering av flera möjliga rutter genom Sierra och hittade en praktisk lämplig sträckning genom bergsområdet. I november 1860 publicerade han "Central Pacific Railroad to California", där han beskrev "kartläggningen av en genomförbar väg från staden Sacramento vid klyftan mellan Bear River och North Fork of the American, via Illinoistown (Colfax), Dutch Flat och Summit Valley (Donner Pass) till Truckee River". Han förespråkade den valda Dutch Flat-Donner Pass-rutten som den mest praktiska vägen med högsta en högsta lutning av hundra fot per mile (1,6 km) och 150 miles kortare än den som rekommenderades i regeringens rapporter. Medan de flesta av bergen var dubbelryggade, vilket innebär två bergsryggar åtskilda av en dal, var Donner Pass inte detta och därmed mer lämpligt för en järnväg. Från Dutch Flat, skulle Pacific road klättra stadigt upp till passet innan den sänktes stadigt efter Truckee-floden ut från bergen till Nevada Great Basin.
Genom att inte samla in pengar till Central Pacific-projektet i San Francisco lyckades Judah få kontakt med fyra investerare i Sacramento, senare kända som "Big Four": Leland Stanford, Collis P. Huntington, Mark Hopkins och Charles Crocker. Den 28 juni 1861 införlivades Central Pacific Railroad (CPRR) med Judah som överingenjör. Vid denna tidpunkt hade Judah CPRR-stöd för att kartlägga rutten över Sierra Nevada. I en rapport daterad 1 oktober 1861 diskuterade han resultaten av undersökningen, fördelarna med den valda Dutch Flat-Donner Pass-rutten, och de uppskattade kostnaderna från Sacramento till platser så långt som Salt Lake City. Den 9 oktober 1861 bemyndigade CPRR-direktörerna Judah att återvända till Washington DC, denna gång som agent för CPRR, för att skaffa "anslag till mark och amerikanska obligationer från regeringen för att finansiera byggandet av järnvägen". Nästa dag publicerade Judah en remskarta (även kallad Theodore Judah-kartan), 30 tum hög med 66 fot lång, av den föreslagna uppläggningen av Central Pacific Railroad.
I Washington DC inledde Judah en aktiv kampanj för Pacific Railroads räkning. Han gjordes till assistent för Representanthusets underkommitté för lagförslaget och blev också utnämnd som sekreterare för senatens underutskott. Den 1 juli 1862 undertecknade president Abraham Lincoln Pacific Railroad Act i lag, som godkände utfärdandet av landgarantier och amerikanska obligationer till CPRR och den nyligen startade Union Pacific Railroad för byggandet av en transkontinental järnväg. Judah åkte sedan till New York för att beställa leveranser och åkte tillbaka till Kalifornien den 21 juli 1862, efter att ha genomfört sitt uppdrag på mindre än ett år.
Judah dog av gula febern den 2 november 1863. Han drabbades av sjukdomen i Panama på en resa med sin hustru till New York City, uppenbarligen smittad under deras landpassage över Isthmus i Panama. Han åkte till New York för att söka alternativ finansiering för att köpa ut Big Four-investerarna. Anne förde hans kropp till Greenfield, Massachusetts, där han begravdes på Pierce-familjens tomt på Federal Street Cemetery. Han dog innan hans dröm om en transkontinentalt järnväg kunde slutföras.

## Arv och hedersbetygelser

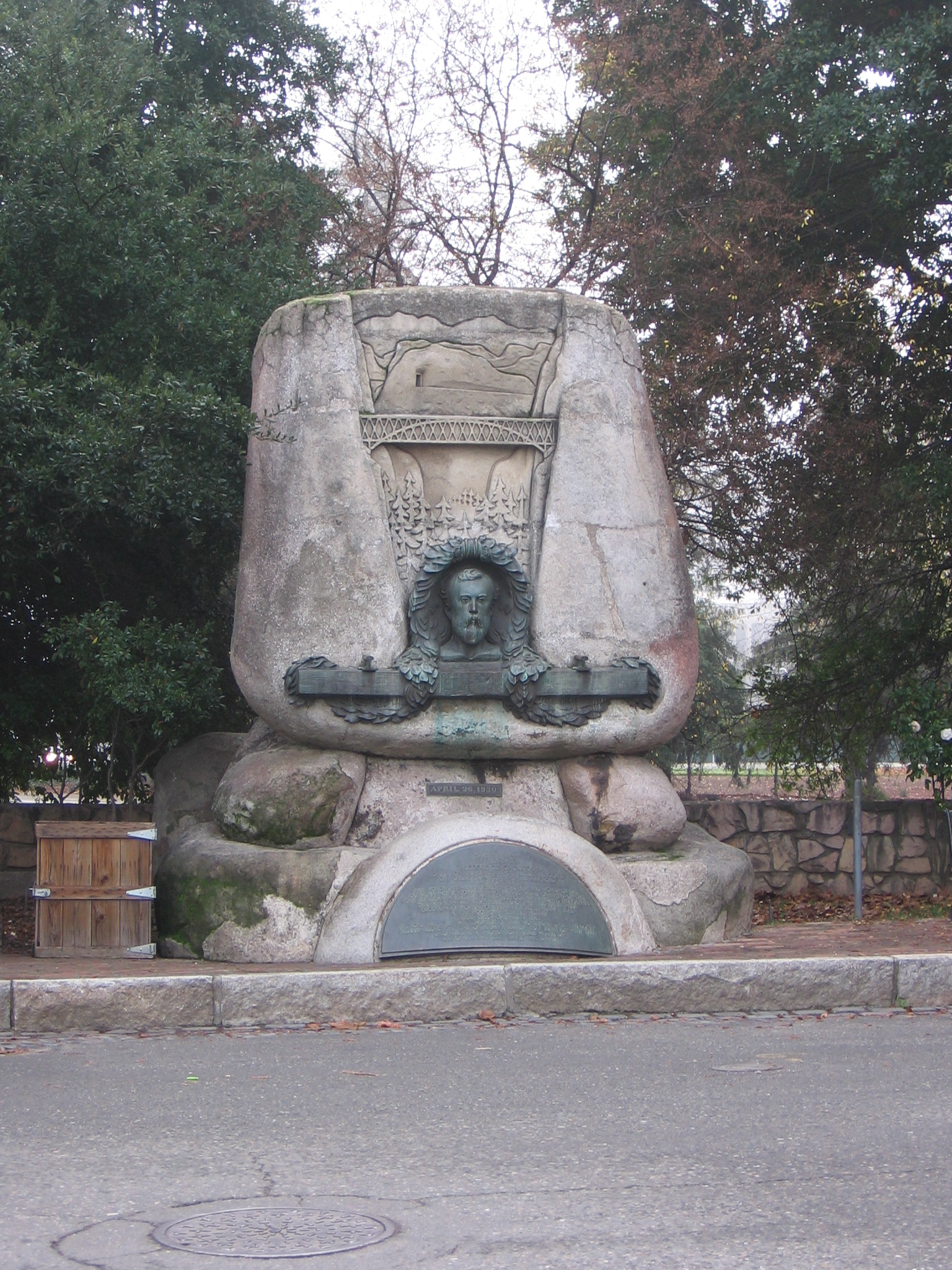
Theodore Judah monument (1930), nordöstra hörnet av 2nd och L Street i Old Sacramento, Kalifornien.

Några dagar efter Judahs död gjorde CPRR:s första lok, Gov. Stanford , en provtur över den nya järnvägens första 500 fot i Sacramento, Kalifornien.
- CPRR uppkallade ett av dess ånglok ( CP nr 4 ) efter honom. Judas korsade stigar med den 19 ton stora lokomotivet med sitt namn när han var på väg till New York.
- Mount Judah, en topp på 8 245 fot i Placer County, Kalifornien , belägen intill Donner Peak och Mount Lincoln i Sierra Nevada Tahoe National Forest, kallades formellt till Judah den 18 oktober 1940 av US Board on Geographic Names.[13][14][15] Körning genom berget ca 1 000 under toppen är den 10 322 fot långa enkelspåret UPRR Sierra Grade Tunnel # 41 (alias "The Big Hole") som öppnades 1925 och bär både UPRR-frakt och Amtrak persontåg i båda riktningarna över Donner-toppmötet mellan Soda Springs och Eder. Denna rutt kringgår den ursprungliga, nu övergivna 1868 CPRR "Summit Tunnel" (# 6) som kartlades av Judah som ligger en mil norrut och var kvar i drift till 1993.[16]
- Judah Street i San Francisco och dess N-Judah Muni streetcar- linje uppkallas efter honom.
- Minnesmärken som tillägnats honom har uppförts i Folsom och Sacramento, Kalifornien
- Grundskolor i Sacramento och Folsom är uppkallad efter Judah.[17][18]